# بيل روت
بيل روت هو لاعب هوكي الجليد كندي، ولد في 6 سبتمبر 1959 في تورونتو في كندا.

## وصلات خارجية
- بيل روت على موقع دوري الهوكي الوطني (الإنجليزية)
- بيل روت على موقع قاعة مشاهير الهوكي (لاعب أن.إتش.أل) (الإنجليزية)
- بيل روت على موقع EliteProspects.com (الإنجليزية)
- بيل روت على موقع HockeyDB.com (الإنجليزية)
- بيل روت على موقع Hockey-Reference.com (الإنجليزية)